# Rolf Nilsson (konstnär)
Rolf Olof Nilsson, född 8 april 1934 i Gammeläng, Överluleå socken, Norrbottens län, är en svensk folkskollärare och målare.
Han är son till tyghantverkaren Sven Olof August Nilsson och Ebba Eugenia Sandberg och från 1955 gift med Inger Birgitta Öquist samt bror till Alf Nilsson. Han är som konstnär autodidakt. Tillsammans med Björn Blomberg och Ann-Margret Granström ställde han ut i Luleå 1953 och tillsammans med sin bror 1955. Han medverkade i samlingsutställningar med olika norrländska konstföreningar. Hans konst består av stilleben, porträtt och landskapsmålningar.